# Helminty
Helminty (w języku greckim „robaki”) – przestarzały termin stosowany w zoologii i parazytologii. Helminty obejmują wszystkie grupy robaków pasożytniczych: przywry, tasiemce, obleńce, kolcogłowy. Słowo to jest często stosowane w parazytologii ze względu na wygodę, jednak jest nieprecyzyjne pod względem systematyki zoologicznej.
W niektórych opracowaniach synekologicznych pojawia się podział helmintów na biohelminty i geohelminty.
Biohelminty – pasożyty, których cykl życiowy przebiega z udziałem żywiciela lub żywicieli pośrednich. Występują u nich dwa stadia intrahostalne (jedno w żywicielu pośrednim i jedno w żywicielu ostatecznym) oraz jedno stadium ekstrahostalne (pozażywicielskie) – jajo. Jajo zachowuje się w środowisku zewnętrznym biernie pod względem lokomotorycznym (brak samodzielnego ruchu) oraz troficznym (nie pobiera pokarmu). Biernie dostaje się do żywiciela pośredniego. Nie stanowi pokarmu żywiciela, lecz jest zjadane przypadkowo wraz z poszukiwanym przez żywiciela pokarmem (np. odchody dla koprofagów, padlina dla nekrofagów, gleba i szczątki organiczne dla dżdżownicy). W środowisku wodnym, gdzie jaja ulegają rozproszeniu w toni wodnej, spotyka się adaptacje morfologiczne jaj tasiemców, polegające na upodabnianiu się do naturalnego pokarmu (zjadanego przez żywiciela pośredniego). Do biohelmintów zaliczane są Trematoda i Cestoda.
Geohelminty (sensu lato) – pasożyty, których cykl rozwojowy przebiega bez udziału żywiciela pośredniego. Występuje tu jedno stadium intrahostalne (w żywicielu ostatecznym). Geohelminty dzielone są na geohelminty właściwe, pseudohelminty i ageohelminty.
Geohelminty właściwe – stadium ekstrahostalne występuje pod postacią jaja, a następnie wolno żyjącej larwy, pobierającej pokarm, przechodzącej przeobrażenie (linienie), posiadającej zdolność ruchu. Na tym etapie ontogenezy pasożyty są ściśle związane ze środowiskiem zewnętrznym zarówno biernie (podlegają wpływom jego czynników fizykochemicznych i biotycznych), jak i czynnie (jako konsumenci I rzędu). Do geohelmintów właściwych zaliczane są Nematoda.
Pseudogeohelminty – w środowisku zewnętrznym przebywają jaja tych pasożytów o charakterze przetrwalnikowym. Zachowują się biernie. Wpływ środowiska zaznacza się najsilniej poprzez czynnik termiczny, który opóźnia lub przyspiesza rozwój i osiągnięcie inwazyjności larwy zamkniętej w jaju.
Ageohelminty – jajo jako stadium ekstrahostalne ma delikatną otoczkę, a żywotność zamkniętej wewnątrz larwy jest krótkotrwała. W momencie składania jaj przez samicę, larwy są już morfologicznie ukształtowane i bardzo szybko osiągają inwazyjność. Pasożyty te przechodzą swoją ontogenezę niejako z pominięciem środowiska zewnętrznego. Jaja ich składane są w okolicy perianalnej żywiciela, a następnie mogą przetrwać czas jakiś w mikroklimacie powierzchni ciała żywiciela lub jego gniazda. Zarażenie odbywa się przez kontakty osobnicze lub autoinwazję.
Słowo helminty przetrwało w łacińskiej nazwie płazińców  (Platyhelminthes) i obleńców (Nemathelminthes). 